# Mangromedes kochi
Espèce
Synonymes
- Dolomedes elegans L. Koch, 1876 nec Taczanowski, 1874
- Nilus kochi Roewer, 1951

Mangromedes kochi est une espèce d'araignées aranéomorphes de la famille des Dolomedidae.

## Distribution
Cette espèce est endémique du Queensland en Australie. Elle se rencontre d'Ingham à la baie Moreton.

## Description
Le mâle décrit décrit par Raven et Hebron en 2018 mesure 5,7 mm et la femelle 7,60 mm.

## Systématique et taxinomie
Dolomedes elegans L. Koch, 1876, préoccupée par Dolomedes elegans Taczanowski, 1874, a été remplacée par Nilus kochi par Roewer en 1951. Elle est placée dans le genre Mangromedes par Raven et Hebron en 2018.

## Étymologie
Cette espèce est nommée en l'honneur de Ludwig Carl Christian Koch.

## Publications originales
- Roewer, 1951 : « Neue Namen einiger Araneen-Arten. » Naturwissenschaftlichen Verein Zu Bremen, vol. 32, p. 437-456.
- L. Koch, 1876 : Die Arachniden Australiens. Nürnberg, vol. 1, p. 741-888 (texte intégral).